# Aikey Brae
Der von Richard Bradley 2001 ausgegrabene Steinkreis von Aikey Brae (auch Parkhouse Hill) liegt am Rande des Bridgend Wood, zwischen Maud und Old Deer, südlich der B9029 auf dem Gipfel des Parkhouse Hill im Norden von Aberdeenshire in Schottland. Es ist ein nahezu vollständiger Steinkreis vom Typ Recumbent Stone Circle (RSC).

## Beschreibung
Der ovale Kreis besteht aus zehn Steinen und hat etwa 16,5 auf 15,0 m Durchmesser. Der „liegende Stein“ ist etwa 4,6 m lang, 1,7 m hoch und wiegt etwa 21,5 Tonnen und ist wie seine Flankensteine (einer ist umgefallen) an den Seiten aus Basalt, der in der Nähe nicht vorkommt. Die restlichen Steine sind aus einheimischem Granit und der Größe nach aufgestellt, wobei sich die größten neben den Flankensteinen und die kleinsten gegenüber dem „Liegenden“ befinden. 
Wie andere Steinkreise des Typs in Aberdeen- und Kincardineshire wurde Aikey Brae etwa 2000 v. Chr. errichtet. Üblicherweise gingen diese Kreise nach einigen Jahrhunderten außer Nutzung und spätere Generationen benutzten sie für Feuerbestattungen unter einem, zu diesem Zweck im Zentrum des Kreises angelegten Steinhügels. Es ist unklar, ob das auch im Fall von Aikey Brae passiert ist, denn obwohl der Kreis relativ ungestört ist, wurde seine Mitte im 19. Jahrhundert von Charles Elphinstone-Dalrymple (1817–1891) untersucht, der wahrscheinlich etwaige Belege entfernte. 
Seit 1925 ist die Anlage als Bodendenkmal geschützt.

## Die Steinkreise am River Dee
Die Steinkreise von Deeside bilden eine einmalige Gruppe von Recumbent Stone Circle (RSC). Ungefähr 100 von ihnen wurden zwischen 2500 und 1500 v. Chr. errichtet (Eslie the Greater, Loudon Wood, Tomnaverie etc.)